# Branko Mikulić

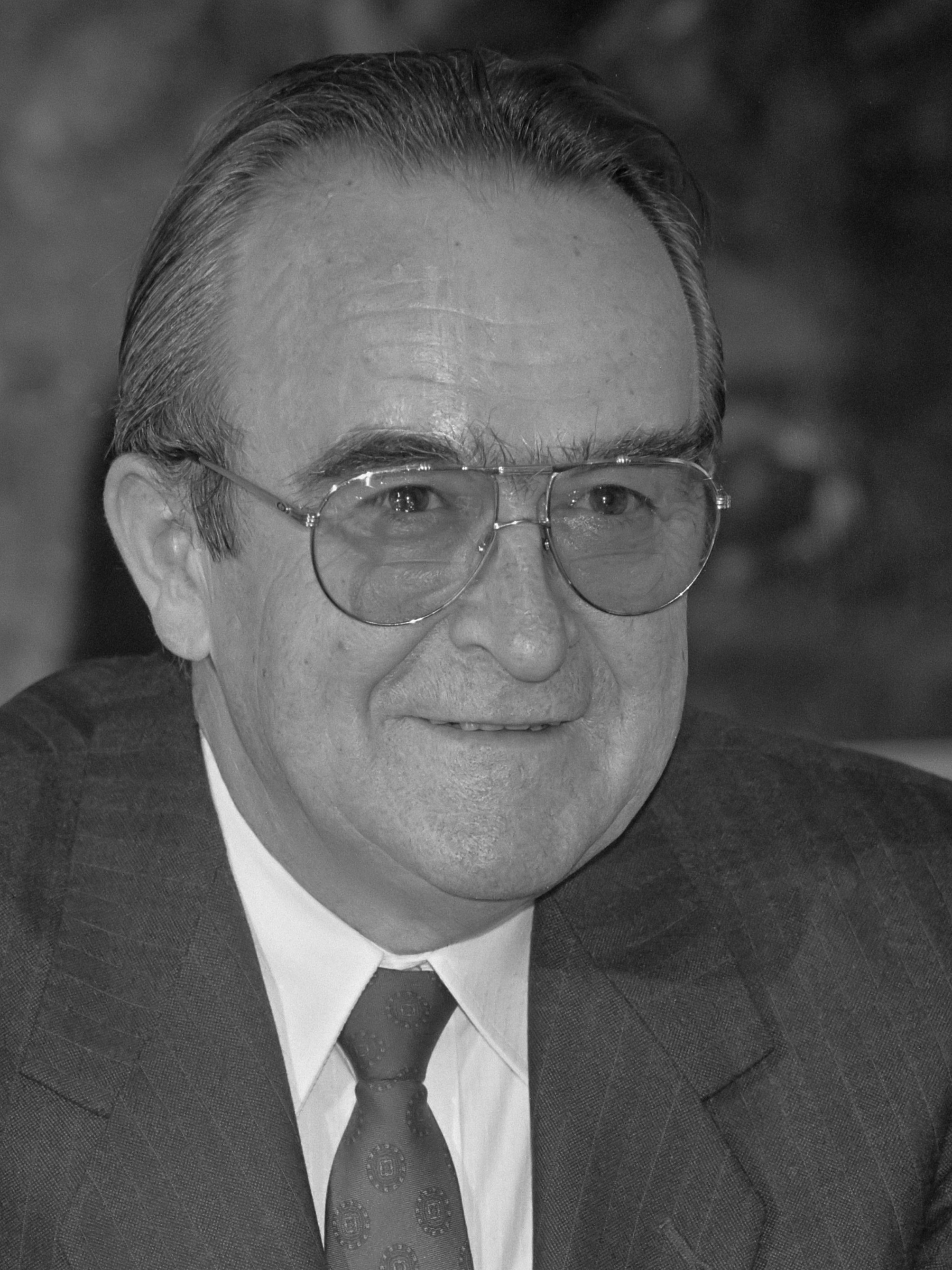
Branko Mikulić (1988)

Branko Mikulić (* 10. Juni 1928 in Bugojno, Königreich Jugoslawien; † 12. April 1994 in Sarajevo, Bosnien und Herzegowina) war ein jugoslawischer Politiker. Mikulić war unter anderem Vorsitzender des Staatspräsidiums der SR Bosnien und Herzegowina sowie von 1986 bis 1989 Ministerpräsident Jugoslawiens. In den 1970er Jahren war er Gegner der liberalen Reformkommunisten in Serbien, Slowenien und Kroatien und verfolgte einen orthodox-kommunistischen Kurs.

## Herkunft und Ausbildung
Branko Mikulić entstammte einer kroatischen Bauernfamilie aus Gornji Vakuf. Sein Vater war Mitglied der Kroatischen Bauernpartei, die er während des Zweiten Weltkriegs im Antifaschistischen Rat zur Volksbefreiung Bosnien-Herzegowinas vertrat.
Mikulić studierte nach dem Krieg in Zagreb Ökonomie und schloss sich der Kommunistischen Partei Jugoslawiens an.

## Politische Karriere
Nach dem Studium kehrte er in seine Heimatregion zurück und begann seine Karriere als hauptamtlicher Funktionär. Zuerst war er in lokalen Parteigremien in Gornji Vakuf, Bugojno, Livno und Zenica tätig. Danach Parteisekretär in Bugojno und später in Jajce war er auch Mitglied im Zentralkomitee der bosnischen Kommunisten. 1965 stieg Mikulić zum Sekretär des Zentralkomitees auf. Ein Jahr später wurde er zum bosnischen Parteivorsitzenden gewählt. Zwischenzeitlich war er auch Präsident des bosnischen Parlaments und 1967 wurde er Mitglied des Zentralkomitees des gesamtjugoslawischen Bundes der Kommunisten.
Während die Republik Bosnien-Herzegowina in den ersten beiden Jahrzehnten des sozialistischen Jugoslawiens nur eine untergeordnete Rolle gespielt hatte, gelang es Mikulić, ihren Einfluss im Gesamtstaat zu steigern und nicht nur die ökonomischen Interessen Bosniens erfolgreich zu vertreten. Zum größten Teil finanziert aus Bundesmitteln startete er ein umfangreiches Investitionsprogramm und es wurden im ganzen Land zahlreiche Straßen und Schulen gebaut. In den 1970er Jahren ließ er ein eigenes bosnisches Energiekombinat gründen und siedelte zahlreiche Betriebe der verarbeitenden Industrie in seiner Republik an.
Ein schwieriges Problem der bosnischen Partei- und Staatsführung war in den 1960er Jahren die ungelöste Nationalitätenfrage. Mikulić bemühte sich erfolgreich um die Gleichstellung der muslimischen Bosniaken, die in Jugoslawien bisher als national unentschieden geführt wurden, und erreichte deren Anerkennung als eigenständige Nation. Die pauschal als Ustascha-Anhänger und Klerikalfaschisten ausgegrenzten Kroaten der Herzegowina reintegrierte Mikulić ins politische System der Republik.
Zu Beginn der 1970er Jahre gehörte Branko Mikulić zu jenen jugoslawischen Politikern, die die orthodoxe Parteilinie gegen reformkommunistische Bewegungen in Kroatien (vgl. Kroatischer Frühling) und Serbien vertraten, weil er diese Strömungen in Verbindung mit einem wieder erstarkenden Nationalismus als gefährlich für Jugoslawien und besonders für Bosnien ansah. Von serbischen und kroatischen Parteiführern, wie z. B. Dobrica Ćosić, Mihailo Marković, Savka Dabčević-Kučar und Miko Tripalo, wurde Mikulićs konservativer Kurs hart kritisiert. Bosnien-Herzegowina unter seiner Führung wurde als stalinistischer Staat, dunkles Vilayet und als Bantustan charakterisiert.
Nach der Unterdrückung der liberalen Reformer war Mikulić einer der Vertrauten des greisen und schon durch Krankheit geschwächten Staatspräsidenten Josip Broz Tito. Im Oktober 1978 wurde er deshalb auf Vorschlag Titos zum geschäftsführenden Vorsitzenden des Staatspräsidiums gewählt. In diesem neu geschaffenen Amt sollte Mikulić die alltäglichen Aufgaben wahrnehmen und die Sitzungen des Präsidiums leiten, wenn Tito selbst daran gehindert war. Gleichzeitig war der bosnische Politiker 1978/79 für ein Jahr Parteichef des Bundes der Kommunisten.
Nach dem Tod Titos ging Mikulić nach Sarajevo zurück. Von 1982 bis 1983 war er Vorsitzender des bosnischen Staatspräsidiums. Unter seinem Einfluss fand 1983 ein spätstalinistischer Schauprozess gegen muslimische Intellektuelle, darunter Alija Izetbegović, statt. Sie wurden wegen angeblichen Plänen zur Zerstörung Jugoslawiens zu hohen Haftstrafen verurteilt.
Die Olympischen Winterspiele in Sarajevo stellten 1984 für Mikulić den Gipfel des politischen Erfolgs dar. Aber die Spiele konnten die tiefe ökonomische und politische Krise, in der sich Jugoslawien spätestens seit dem Tod Titos befand, nur kurz übertünchen.
In dieser schwierigen Situation wurde Mikulić 1986 zum jugoslawischen Ministerpräsidenten gewählt. Er versuchte mit einer Reihe von halbherzigen und unkoordinierten Wirtschaftsreformen die Staatsverschuldung und die Inflation in den Griff zu bekommen. Die Führungen der einzelnen Republiken lehnten diese Politik ab und übten sich in Obstruktion. Unter Druck geriet der Ministerpräsident, weil er tief in den 1987 öffentlich gewordenen Korruptionsskandal um das Handelsunternehmen Agrokomerc unter Leitung von Fikret Abdić verstrickt war. Dies war einer der wesentlichen Gründe für Mikulićs Rücktritt im Dezember 1987. Zu diesem Zeitpunkt war die Teuerungsrate auf 250 % gestiegen. Die offene und verdeckte Arbeitslosigkeit addierte sich auf mehr als die Hälfte der aktiven Bevölkerung. Gleichzeitig nahm der innerjugoslawische Konkurrenzkampf vor dem Hintergrund der Krise immer härtere Formen an. An politischen Reformen, insbesondere der notwendigen Demokratisierung Jugoslawiens hatten sich der konservative Kommunist Mikulić und seine Regierung vor diesem Hintergrund gar nicht versucht. Bereits in der Endphase seiner Regierung waren die Bundesorgane Jugoslawiens politisch nicht mehr handlungsfähig. Deshalb dauerte es auch bis März 1989, ehe mit Ante Marković ein Nachfolger für das Amt des jugoslawischen Ministerpräsidenten gefunden werden konnte.
Branko Mikulić starb 1994 während der Belagerung Sarajevos in der bosnischen Hauptstadt.